# Maurice Whitfield
Maurice Whitfield, celým jménem Maurice Lamar Whitfield (* 29. března 1973 Filadelfie) je bývalý český profesionální basketbalista amerického původu. Hrál na pozici rozehrávače. Je vysoký 185 cm, váží 84 kg.
Maurice Witfield hrál v sezónách 2001–2002 až 2005–2006 českou Národní basketbalovou ligu postupně za týmy Mlékárna Kunín a ČEZ Basketball Nymburk. Jednalo se o jednu z nejvýraznějších postav ligy v této době. Přijetí českého občanství mu umožnilo stát se i členem české reprezentace – jednalo se o vůbec prvního českého reprezentanta tmavé pleti.
Později hrál v ruské lize za tým Ural Great Perm, v sezóně 2007–2008 v Řecku za Olympias Patras, v lednu 2008 podepsal smlouvu s katalánským klubem Akasvayu Girona. V letech 2009 až 2012 hrál za další katalánský klub Lleida Bàsquet, poté ukončil kariéru.